# Staafflagarna
Staafflagarna var populärbeteckningen på de ändringar i strafflagens kapitel 8, §§ 3 och 8 samt kapitel 10, §§ 13 och 14 som beslutades av 1906 års riksdag.
Ändringarna, som gjordes på förslag av Staaffska ministären, avsåg bland annat vissa lindringar i straffet för deltagare i upplopp. I och med beslutet höjdes straffmaximum vid offentlig uppmaning till grövre brott. Man gjorde också lagtexten tydligare så att den som i mer förtäckt form försökte förleda någon att begå brott, till exempel i form av lovprisande av brottslig gärning, skulle dömas på samma sätt som om uppmaningen varit mera direkt. Samma ändring vidtogs också om uppmaningar till ohörsamhet mot lag och laga myndighet.